# Harald Marzolf
Harald Marzolf, né le 19 janvier 1980, est un céiste français de descente.
Il est le frère de la kayakiste Helgard Marzolf.

## Carrière
Il remporte la médaille d'argent en C-1 sprint individuel ainsi qu'en C-1 classique par équipe avec Olivier Koskas et Stéphane Santamaria aux Championnats du monde de descente 2002 à Valsesia.
Il est médaillé d'or en C-1 sprint individuel  et médaillé d'argent en C-1 classique par équipe avec Guillaume Alzingre et Stéphane Santamaria aux Championnats du monde de descente 2004 à Garmisch-Partenkirchen.